# 克度镇
克度镇，是中华人民共和国贵州省黔南布依族苗族自治州平塘县下辖的一个镇。2016年9月25日启用的500米口径球面射电望远镜位於此處。
2014年2月13日，贵州省人民政府批复同意平塘县部分乡镇行政区划调整，新设置的克度镇辖原克度镇、鼠场乡，镇人民政府驻金星村。

## 行政区划
克度镇下辖以下地区：
金星村、前进村、光明村、金山村、航龙村、先进村、金科村、落良村、同兴村、新合村、仓边村、金塘村和新坝村。